# Orophea cuneiformis
Orophea cuneiformis är en kirimojaväxtart som beskrevs av George King. Orophea cuneiformis ingår i släktet Orophea och familjen kirimojaväxter. Inga underarter finns listade i Catalogue of Life.